# 테슬라 봇

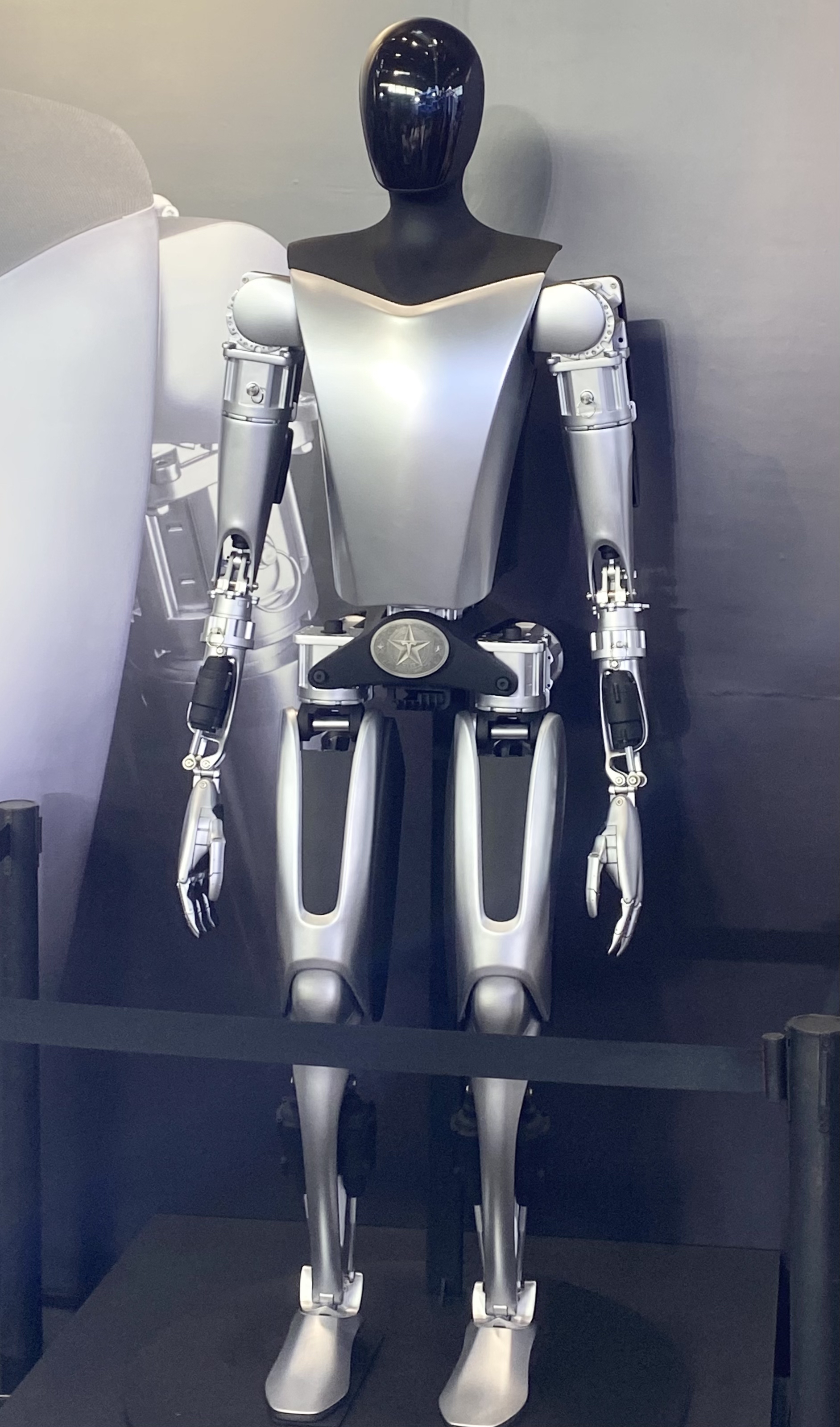

테슬라 봇(Tesla bot)은 테슬라에서 개발한 휴머노이드 로봇이다.

## 역사
2021년 8월 19일, 미국 캘리포니아 본사에서 열린 ‘AI데이’에서, 일론 머스크 CEO는 휴머노이드(인간형) 로봇인 테슬라 봇 옵티머스의 시제품을 내년쯤 선보일 것이라고 밝혔다. 그리고 2022년 10월에 옵티머스의 본체가 공개되었다. 머스크는 "로봇에게 볼트를 들어 차에 부착하라고 하거나 가게에 가서 식료품을 사오라고 할 수 있을 정도로 기술을 개발해야 한다"고 말했다.

## 제원
- 키: 173 cm
- 몸무게: 57 kg
- 카메라: 8 개
- 손: 사람과 동일
- 운반능력: 20 kg
- 들어 올리기: 68 kg
- 달리기 속도: 8 km/h

## 같이 보기
- 테슬라
- 일론 머스크
- 인공지능
- 휴머노이드 로봇